# Silvester Polderman
Silvester Polderman ('s-Gravenhage, 15 april 1973) is een Nederlandse schrijver, coach, consultant en is meester in de Zen en de Chinese krijgskunsten.

## Levensloop
Silvester werkte jarenlang als marketing- en management consultant in het bedrijfsleven. In 1996 richtte hij een van de eerste webdevelopment en E-Business bedrijven in Nederland op en gaf les als post-doctoraal docent E-Business.
Hij is in de marketingwereld vooral bekend geworden om zijn onderzoek en werk op het gebied van crm, communicatie strategie, psychologische segmentatie, profiling en 'mass customization'.
Al van jongs af ontwikkelde hij een uitzonderlijke interesse voor de Chinese filosofie en gevechtskunsten. Hij studeerde jarenlang onder de grootste meesters van de wereld en verblijft nog steeds jaarlijks geruime tijd in een Chinees klooster om daar te studeren, mediteren en te trainen.
In 2009 verscheen zijn eerste boek 'Creatieve Appels en Quantum Peren' over zelfontplooiing, talentontwikkeling, zingeving, creativiteit, succes en persoonlijk leiderschap. In 'Creatieve Appels en Quantum Peren' slaat Silvester een brug tussen het oosterse en westerse gedachtegoed.
In september 2010 verscheen zijn managementboek '36 Ji; De Klassieke Chinese Kunst van Misleiding - briljante en vernuftige strategische concepten voor managers'.
Silvester geeft naast zijn consultancy activiteiten voor het Nederlandse bedrijfsleven ook tai chi en daoyinyoga les in Haarlem.

## Trivia
In 2005 werd er in China een documentaire voor de Chinese televisie aan hem gewijd, over de unieke lessen die hij als Nederlander kreeg in het Tai Ji Qin Na, van de toen 80-jarige grootmeester professor Chen.
Silvester is viervoudig Nederlands kampioen tai chi in verschillende disciplines en behaalde brons, in de hoogste divisie, bij de Chin Woo wereldkampioenschappen in 2006.

## Media
Polderman verschijnt regelmatig in de media, geeft lezingen voor het bedrijfsleven, schrijft artikelen voor een aantal magazines en adviseert managers rondom zelfontwikkelings- en leiderschapsvraagstukken.